# Konopnica (Lublin)
Pour les articles homonymes, voir Konopnica.
Konopnica (prononciation : [kɔnɔpˈnit͡sa]) est un village polonais de la gmina de Konopnica dans le powiat de Lublin de la voïvodie de Lublin dans l'est de la Pologne.
Le village est le siège administratif (chef-lieu) de la gmina appelée gmina de Konopnica.
Il se situe à environ 20 kilomètres à l'ouest de Lublin (siège du powiat et capitale de la voïvodie).
Le village compte approximativement une population de 740 habitants.

## Histoire
De 1975 à 1998, le village est attaché administrativement à l'ancienne Voïvodie de Lublin Les débuts du village remontent au VIII lorsqu'une colonie y fut établie .

Depuis 1999, il fait partie de la nouvelle voïvodie de Lublin.